# Ryang Yong-gi
Ryang Yong-gi (* 7. Januar 1982 in der Präfektur Osaka) ist ein in Japan geborener Fußballspieler koreanischer Abstammung.

## Karriere

### Verein
Ryang wechselte Anfang 2004 von der Hannan-Universität in Matsubara zum damaligen Zweitligisten Vegalta Sendai. Der Mittelfeldakteur etablierte sich dort umgehend und wurde zu einer festen Größe. Seit 2008 fungiert er als Mannschaftskapitän, in der Saison 2009 absolvierte er alle 51 Ligaspiele und trug mit 14 Toren zur Meisterschaft und dem damit verbundenen Aufstieg in die J1 League bei. Anschließend war er weitere zehn Jahre für den Verein aktiv und kam in der kompletten Zeit bei Sendai auf 598 Pflichtspiele mit 83 erzielten Treffern. Dann verbrachte Ryang zwei Spielzeiten beim Ligarivalen Sagan Tosu und kehrte 2022 zu Vegalta Sendai zurück.

### Nationalmannschaft
2005 nahm Ryang mit der nordkoreanischen U-23-Auswahl an den Ostasienspielen teil. Dabei erzielte er im Turnierverlauf vier Treffer, darunter das 2:0 im Halbfinale gegen Südkorea. Im Finale unterlag er mit seiner Mannschaft der chinesischen Auswahl. Am 6. Februar 2008 kam Ryang dann zu seinem Debüt für die A-Nationalmannschaft in der WM-Qualifikation gegen Jordanien und stand auch im Aufgebot bei der Ostasienmeisterschaft 2008. Im Februar 2010 nahm er mit einer koreanischen B-Auswahl am AFC Challenge Cup 2010 in Sri Lanka teil. Dort gelang durch einen Finalerfolg nach Elfmeterschießen gegen Turkmenistan die erstmalige Qualifikation für eine Asienmeisterschaft seit 1992. Ryang war mit vier erzielten Treffern, zwei beim Vorrundensieg gegen die indische U-23 und zwei Treffer gegen Turkmenistan, je einen in der Vorrunde und im Finale, bester Torschütze des Turniers. Zudem erhielt er für seine Turnierleistung auch die Auszeichnung als Most Valuable Player. Bis 2017 absolvierte der Mittelfeldspieler insgesamt 26 Partien und konnte dabei sieben Treffer erzielen.

## Erfolge
- Japanischer Zweitligameister: 2009
- AFC-Challenge-Cup-Sieger: 2010

## Auszeichnungen
- Bester Spieler der J2 League: 2009
- Bester Spieler des AFC Challenge Cups: 2010
- Torschützenkönig des AFC Challenge Cups: 2010 (4 Tore)